# Levan Shengelia
Levan Shengelia (en georgià: ლევან შენგელია; nascut a Samtrèdia el 27 d'octubre de 1995) és un futbolista professional de Geòrgia que juga d'extrem al club de la Superliga grega Panetolikos FC i a la selecció de Geòrgia.

## Trajectòria a Clubs
Format a les categories inferiors del Dila Gori, va tenir un pas efímer pel primer equip i pel Torpedo Kutaisi abans d'arribar al Kolkheti Poti on, després d'uns quants bons partits, va ser traspassat a l'AFC Tubize, de la segona divisió belga.
Després d'una temporada i mitja jugant a Bèlgica, va ser cedit al Daejeon Hana Citizen de la segona divisió coreana per a la temporada 2017. Va jugar 28 partits i va marcar 5 gols. Un cop acabada la cessió, va tornar a l'AFC Tubize per a la segona part de la temporada 2017-18. En finalitzar contracte, va tornar a l'Erovnuli Liga per jugar aquest cop amb el Dinamo Tbilisi. Durant la segona part de la temporada 2018, va marcar 5 gols en 16 partits. L'abril de 2019, Shengelia va ser escollit millor jugador de la primera part del campionat.
El 2 de setembre de 2019 va fitxar pel Konyaspor, le la lliga turca per dos anys.
L'11 d'agost de 2021, va tornar a Bèlgica fitxant per dues temporades.per l'OH Louvain, de la primera divisió.
El 2022, es va incorporar al club Panetolikós FC de la lliga grega.

## Selecció de Geòrgia
Va debutar amb la selecció de Geòrgia el 12 d'octubre de 2019 contra la República d'Irlanda en la classificació per a l'Eurocopa 2020 substituint Giorgi Kvilitaia al minut 73. Al seu segon partit contra Gibraltar tres dies després, va donar dues assistències que van permetre al seu equip guanyar 3 a 2.
El 15 d'octubre de 2023, va marcar el seu primer gol durant la victòria per 4-0 contra Xipre. A les semifinals dels play-offs de la classificació per a l'Eurocopa 2024, va donar una assistència al segon gol del seu equip contra Luxemburg. Va tornar a sortir d'inici a la final guanyada contra Grècia, que va permetre a Geòrgia classificar-se per a l'Eurocopa de la seva història.
Actualitzat a 10/6/2024
| Selecció | Any natural | Partits Jugats | Gols aconseguits |
| -------- | ----------- | -------------- | ---------------- |
| Geòrgia  | 2019        | 4              | 0                |
| Geòrgia  | 2020        | 3              | 0                |
| Geòrgia  | 2021        | 3              | 0                |
| Geòrgia  | 2022        | 1              | 0                |
| Geòrgia  | 2023        | 3              | 1                |
| Geòrgia  | 2024        | 3              | 0                |
| Total    | Total       | 17             | 1                |

## Palmarès

#### Dinamo Tblisi
- 1 Lliga de Geòrgia: 2019

#### Individual
- Membre de l'equip de la temporada de l'Erovnuli Liga 2019 [13]

- Ordre d'Honor de Geòrgia: 2024[14]